# Drosera sect. Prolifera
Drosera sect. Prolifera es una sección con unas tres especies tuberosas perennifolias del género Drosera. 

## Especies
- Drosera adelae
- Drosera prolifera
- Drosera schizandra

- Datos: Q18419710
- Especies: Drosera sect. Prolifera